# Penaeus
Penaeus – rodzaj skorupiaków z rzędu dziesięcionogów i nadrzędu raków właściwych.

## Klasyfikacja
Gatunki należące do tego rodzaju:
- Penaeus esculentus
- Penaeus hathor
- Penaeus monodon – krewetka czarniawa, krewetka tygrysia[2]
- Penaeus semisulcatus